# Чрна при Камнику
Чрна при Камнику (словен. Črna pri Kamniku) је насељено место у општини Камник, Средњесловенска регија, Словенија.

## Историја
До територијалне реорганизације у Словенији била је у саставу старе општине Камник.

## Становништво
У попису становништва из 2011. године, Чрна при Камнику је имала 193 становника.
| Број становника према пописима | Број становника према пописима | Број становника према пописима |
| ------------------------------ | ------------------------------ | ------------------------------ |
| 1991                           | 2002                           | 2011                           |
| 205                            | 206                            | 193                            |

Напомена: До 1955. исказивано под именом Прапретно–Свети Примож. Године 2008. извршена је мала размена територија између насеља Брезје над Камником и Чрна при Камнику.

## Галерија
- улаз у насеље
- поглед на цркве из Камника